# Howard Cedar
Howard Cedar, o Haim Cedar (in ebraico: חיים סידר;; New York, 12 gennaio 1943), è un biochimico statunitense di origine israeliana.

## Biografia
Cedar nacque negli Stati Uniti d'America. Ricevette la prima laurea dal Massachusetts Institute of Technology (MIT) e, nel 1970, ricevette la laurea specialistica e il dottorato all'Università di New York. Dal 1970 al 1973 servì l'esercito statunitense nel Servizio di Pubblica sanità e nell'Istituto Nazionale per la salute a Bethesda, nel Maryland.
Nel 1973 diventò professore alla Scuola di Medicina a Gerusalemme, insegnando nel dipartimento di biochimica e genetica delle cellule umane.
Sposò Zipporah, con la quale ebbe sei figli, tra i quali Joseph Cedar è scrittore e sceneggiatore.

## Onorificenze e premi
- Nel 1999 Cedar ricevette il Premio Israele per la biologia.
- Nel 2003 divenne membro del “Israel Academy of Sciences and Humanities”.
- Nel 2008 ricevette il Premio Wolf per la medicina con Aharon Razin per "i loro contributi fondamentali nella ricerca dell'importanza del metilazione del DNA nel controllo dell'espressione del gene."